# Jemma Reekie
Jemma Reekie (Kilbarchan, 6 de marzo de 1998) es una atleta escocesa (representa deportivamente al Reino Unido) especializada en las carrera de media distancia de 800, 1500 y 3000 metros.

## Carrera
Nació en la localidad de Kilbarchan, ubicada en el concejo de Renfrewshire, en Escocia (Reino Unido), en marzo de 1998. Comenzó su carrera deportiva en el año 2012, participando en diversos torneos y eventos nacionales en Reino Unido. Hasta 2015 fue entrenada por Arthur Smith, posteriormente pasó a hacerlo con Andy Young.
Sus primeras participaciones en torneos internacionales fueron en 2017, en la Liga de Diamante, en el torneo de Athletissima que se celebraba en Lausana (Suiza), donde consiguió su primera medalla de plata en la categoría de 1500 metros con un tiempo de 4:16,65 minutos. Posteriormente, en el Campeonato Europeo de Atletismo Sub-20 de Grosseto (Italia) lograba también su primer oro en los 1500 metros (4:13,25 min.), así como un cuarto puesto en los 3000 metros, con una marca de 9:24,81 minutos.
En 2018, en la Copa del Mundo celebrada en Londres, volvió al podio, ahora con un bronce, en los 1500 metros (4:09,05 min.). Poco después, en el Campeonato Europeo de Atletismo que se celebraba en Berlín, no consiguió superar la fase clasificatoria, quedando en un decimoquinto lugar en dicha categoría al no mejorar una marca de 4:13,44 minutos.
En 2019, en el Campeonato Europeo de Atletismo en Pista Cubierta de Glasgow, cayó en la fase clasificatoria de los 1500 metros (undécimo puesto) con 4:13,44 minutos. Posteriormente, consiguió sendas medallas de oro en el Campeonato Europeo de Atletismo Sub-23 que tuvo lugar en la ciudad sueca de Gävle en los 800 (2:05,19 min.) y 1500 metros (4:22,81 min.). Por último, en el Campeonato Mundial de Atletismo de Doha acabó trigésimo segunda en los 1500 metros.
Para 2020, con la situación deportiva postergada en muchas competiciones dada la pandemia por coronavirus, Reekie, como la gran mayoría de deportistas, vio reducida su participación deportiva. En el verano de ese año, a medida que fueron relajándose las medidas y los torneos retornaban su desarrollo, participó en dos torneos de la Liga de Diamante. En la primera prueba, la Herculis de Mónaco, quedó cuarta en la carrera de 1000 metros, con un tiempo de 2:31,11 minutos, a escasos cinco milésimas de la tercera, que fue la irlandesa Ciara Mageean. Poco después, en la prueba Bauhaus-Galan de Estocolmo (Suecia), lograba la medalla de oro en los 800 metros, superando a la estadounidense Raevyn Rogers y la noruega Hedda Hynne, y con un tiempo de 1:59,68 min.

## Resultados

### Por temporada
| Representando al Reino Unido (así como a Escocia) | Representando al Reino Unido (así como a Escocia) | Representando al Reino Unido (así como a Escocia) | Representando al Reino Unido (así como a Escocia) | Representando al Reino Unido (así como a Escocia) | Representando al Reino Unido (así como a Escocia) |
| ------------------------------------------------- | ------------------------------------------------- | ------------------------------------------------- | ------------------------------------------------- | ------------------------------------------------- | ------------------------------------------------- |
| Año                                               | Competición                                       | Lugar                                             | Puesto                                            | Modalidad                                         | Marca                                             |
| 2017                                              | Liga de Diamante - Athletissima                   | Lausana                                           | 2.ª                                               | 1500 metros                                       | 4:16,65 min.                                      |
| 2017                                              | Campeonato Europeo de Atletismo Sub-20            | Grosseto                                          | 1.ª                                               | 1500 metros                                       | 4:13,25 min.                                      |
| 2017                                              | Campeonato Europeo de Atletismo Sub-20            | Grosseto                                          | 4.ª                                               | 3000 metros                                       | 9:24,81 min.                                      |
| 2018                                              | Copa del Mundo                                    | Londres                                           | 3.ª                                               | 1500 metros                                       | 4:09,05 min.                                      |
| 2018                                              | Campeonato Europeo de Atletismo                   | Berlín                                            | 15.ª (q)                                          | 1500 metros                                       | 4:13,44 min.                                      |
| 2019                                              | Campeonato Europeo de Atletismo en Pista Cubierta | Glasgow                                           | 11.ª (q)                                          | 1500 metros                                       | 4:13,44 min.                                      |
| 2019                                              | Campeonato Europeo de Atletismo Sub-23            | Gävle                                             | 1.ª                                               | 800 metros                                        | 2:05,19 min.                                      |
| 2019                                              | Campeonato Europeo de Atletismo Sub-23            | Gävle                                             | 1.ª                                               | 1500 metros                                       | 4:22,81 min.                                      |
| 2019                                              | Campeonato Mundial de Atletismo                   | Doha                                              | 32.ª (q)                                          | 1500 metros                                       | 4:12,51 min.                                      |
| 2020                                              | Liga de Diamante - Herculis                       | Mónaco                                            | 4.ª                                               | 1000 metros                                       | 2:31,11 min.                                      |
| 2020                                              | Liga de Diamante - Bauhaus-Galan                  | Estocolmo                                         | 1.ª                                               | 800 metros                                        | 1:59,68 min.                                      |
| 2021                                              | Juegos Olímpicos                                  | Tokio                                             | 4.ª                                               | 800 metros                                        | 1:56,90 min.                                      |
| 2021                                              | Liga de Diamante - Weltklasse                     | Zúrich                                            | 4.ª                                               | 800 metros                                        | 1:58,61 min.                                      |
| 2022                                              | Campeonato Mundial de Atletismo                   | Eugene                                            | 5.ª (SF1)                                         | 800 metros                                        | 2:00,43 min.                                      |
| 2022                                              | Juegos de la Mancomunidad                         | Birmingham                                        | 3.ª (H3)                                          | 800 metros                                        | 2:00,68 min.                                      |
| 2022                                              | Juegos de la Mancomunidad                         | Birmingham                                        | 6.ª (H2)                                          | 1500 metros                                       | 4:16,23 min.                                      |
| 2022                                              | Campeonato Europeo de Atletismo                   | Múnich                                            | 5.ª                                               | 800 metros                                        | 2:00,31 min.                                      |

### Mejores marcas
| Disciplina                   | Marca        | Lugar      | Fecha                |
| ---------------------------- | ------------ | ---------- | -------------------- |
| 800 metros (pista cubierta)  | 1:57,91 min. | Glasgow    | 1 de febrero de 2020 |
| 800 metros                   | 1:58,63 min. | Chorzów    | 25 de agosto de 2020 |
| 1500 metros (pista cubierta) | 4:00,56 min. | Nueva York | 8 de febrero de 2020 |
| 1500 metros                  | 4:02,09 mn.  | Londres    | 20 de julio de 2020  |
| 3000 metros (pista cubierta) | 9:16,48 min. | Glasgow    | 4 de enero de 2019   |
| 3000 metros                  | 9:24,81 min. | Grosseto   | 22 de julio de 2017  |